# Халид Шейх Мохамед
Халид Шейх Мохамед (на арабски: خالد شيخ محمد) е пакистански терорист, смятан за „мозъка“ на атентатите от 11 септември 2001.

## Биография

### Ранни години
Халид Шейх Мохамед е роден на 14 април 1965 на неизвестно място в пакистанската част на областта, разпределена между Пакистан, Иран, Афганистан, Балочистан, но има и спекулации, че е роден в Кувейт. Баща му, Шейх Мухаммад ал-Балучи, е имам в ал-Ахмади, който се мести със семейството си от Балочистан в Кувейт през 50-те години. Малкият Халид е живял заедно със семейството в предградие на столицата Кувейт.
ХШМ е чичо на 3 години по-малкия Рамзи Юсеф, който участва в първия атентат срещу Световния търговски център, в атентата срещу Полет 434 на Филипинските авиолинии и в заговора Боджинка. На 16 ХШМ се включва в Мюсюлманското братство. Година след като завършва инженерство в Агрикултурния и технически държавен университет в Северна Каролина, се включва в муджахидинското движение, което се бори срещу Съветския съюз по време на Съветско-афганската война. Вероятно по това време се включва в Ал-Каида. 

### Престой във Филипини, пътувания

#### Заговорът Боджинка
През 1994–1995 живее във Филипини, представяйки се за саудитец или катарец под имената Абдулмаджид и Салем Али. По това време работи с племеника си, Рамзи Юсеф, по заговора Боджинка. Заговорът има три фази: взривяване на 11 пътнически самолета над Тихия океан, с което да се убият 4000 цивилни; убийство на Папа Йоан Павел II; врязване на самолет в щабквартирата на ЦРУ в Лангли, щата Вирджиния. Заговорът се проваля на 6 – 7 януари 1995, след като химически пожар е разкрит от филипинската национална полиция. Тогава, за да избегне залавяне от страна на Съединените щати, бяга отново в Афганистан, след което започва да пътува.

#### Пътувания
Халид Шейх Мохамед отново отива в Катар и си връща работата на проектоинженер на министъра на електричеството и водата. 
През 1995 пътува до Судан (където се твърди, че е срещнал Осама бин Ладен, който живее там ), Йемен, Малайзия и Бразилия, където посещава местни джихадисти, след което се връща в Катар, но заради искането на САЩ да бъде арестуван, бяга отново в Афганистан. Около 1996 атаките срещу САЩ, които се случват на 11 септември 2001, се обсъждат от Мохамед и бин Ладен в Тора Бора – мястото, където пет години по-късно бин Ладен ще избяга (Битката при Тора Бора) на коалиционните сили.
През 1997 семейството на Мохамед, което дотогава живее в Иран, се мести в Карачи, Пакистан. (Според някои източници по-късно бин Ладен се крие именно в Карачи, преди да се установи в къщата си в Аботабад.)

### Заляване. Гуантанамо
Заловен е през 2003 в Пакистан след съвместна акция на ЦРУ и пакистанската служба за сигурност Inter-Services Intelligence и е затворник в Гуантанамо Бей от 2006. Според обвиненията през 1996 Мохамед е представил на лидера на ал-Кайда, Осама бин Ладен, идеята за нападение над САЩ с комерсиални самолети.
Преди залавянето, на 11 септември 2002, Inter-Services Intelligence твърдят, че са убили Мохамед в операция, но е доказано като невярно.
Сега ХШМ изчаква присъдата си, а той е обвинен в: първа степен убийство (2977 пъти), атакуване на цивилни, атакуване на цивилни обекти, тероризъм, промотиране на тероризъм, отвличане на самолет, убийство според законите на войната, унищожаване на собственост според законите на войната и умишлено причиняване на тежки телесни повреди.